# Беткудук
Беткудук (каз. Бетқұдық) — село в Уланском районе Восточно-Казахстанской области Казахстана. Входит в состав Азовского сельского округа. Находится примерно в 83 км к северо-западу от районного центра, посёлка Касыма Кайсенова. Код КАТО — 636235200.

## Население
В 1999 году население села составляло 407 человек (217 мужчин и 190 женщин). По данным переписи 2009 года, в селе проживали 324 человека (183 мужчины и 141 женщина).